# Янув (гміна Бедльно)
Янув (пол. Janów) — село в Польщі, у гміні Бедльно Кутновського повіту Лодзинського воєводства.
Населення — 212 осіб (2011).
У 1975-1998 роках село належало до Плоцького воєводства.

## Демографія
Демографічна структура станом на 31 березня 2011 року:
|          | Загалом | Допрацездатний вік | Працездатний вік | Постпрацездатний вік |
| -------- | ------- | ------------------ | ---------------- | -------------------- |
| Чоловіки | 105     | 20                 | 66               | 19                   |
| Жінки    | 107     | 18                 | 57               | 32                   |
| Разом    | 212     | 38                 | 123              | 51                   |